# VFA-94
94ème Escadron de chasseur d'attaque
Le Strike Fighter Squadron 94 (STRKFITRON 94 ou VFA-94), connu sous le nom de Mighty Shrikes, est un escadron de chasseur d'attaque F/A-18F Super Hornet de l'US Navy stationné à la Naval Air Station Lemoore, en Californie. Leur code de queue est NA et leur indicatif radio est Hobo.
Il est actuellement affecté au Carrier Air Wing Seventeen (CVW-17) à bord du porte-avions nucléaire USS Nimitz (CVN-68).

## Historique

### Origine
Deux escadrons distincts de la marine américaine ont porté la désignation VA-94. Le premier VA-94 a servi pendant la Seconde Guerre mondiale et a été supprimé le 30 novembre 1949.
Le second Attack Squadron 94 (VA-94), créé le 1er août 1958, a été redésigné VFA-94 le 28 juin 1990. Il était issue du Fighter Squadron 94 (VF-94) Tough Kitties créé le 26 mars 1952 à la Naval Air Station Alameda en Californie.

### Années 1950

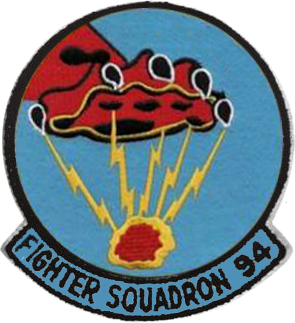
Insigne du VF-94

Le VF-94 a commencé à piloter le Vought F4U Corsair en 1952, mais est rapidement passé aux avions à réaction. Au cours de cette décennie, l'escadron a reçu et piloté de nombreux avions de chasse avant de devenir un escadron d'attaque : F9F-5 Panther 1953), FJ-3M Fury (début 1955) et F9F Cougar (fin 1955). En janvier 1955, l'escadron avait déménagé au NAS Moffett Field et il a de nouveau piloté divers modèles du FJ-3 Fury de juin 1957 à 1959.
L'escadron a été renommé VA-94 le 1er août 1958 et est revenu au NAS Alameda le 20 août 1958. En janvier 1959, il est passé à l'avion qu'il piloterait (dans divers modèles) pour les douze prochaines années, l'A-4 Skyhawk.

### Années 1960

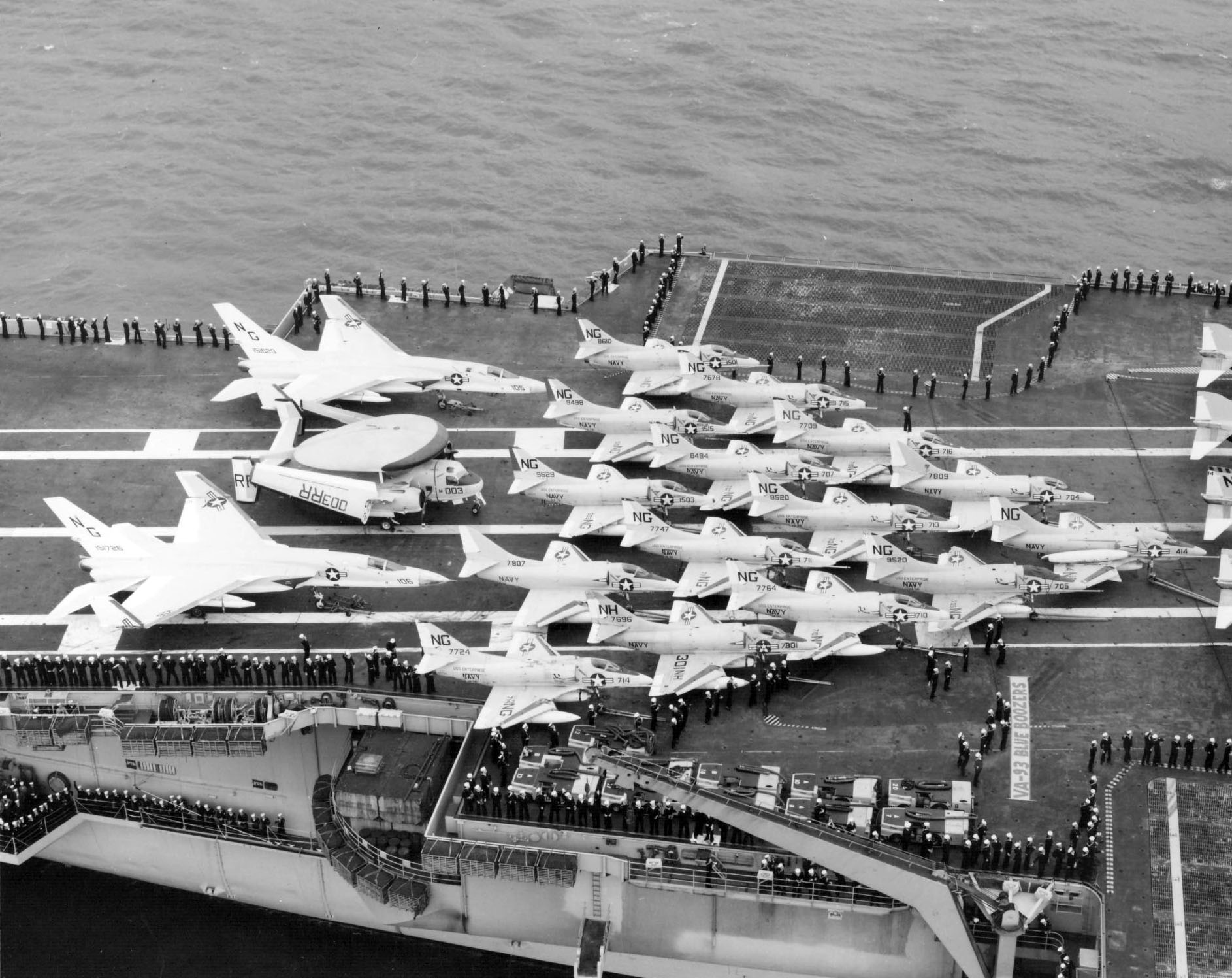
Le CVW-9 sur l'USS Enterprise en 1966

Le 8 mars 1962, le VA-94 a déménagé au NAS Lemoore, en Californie. Alors que la guerre du Vietnam s'intensifiait, l'escadron a effectué sept déploiements de combat consécutifs en Asie du Sud-Est, en commençant par une croisière à bord de l'USS Ranger (CV-61) en 1962. Le 1er décembre 1963, l'escadron effectue ses premières sorties en soutien des Yankee Team Operations, escorte armée pour des missions de photo-reconnaissance au-dessus du Laos Le 7 février 1965, à la suite d'une attaque du Viet Cong contre des conseillers américains au Sud-Vietnam, le président Lyndon B. Johnson a ordonné une frappe de représailles contre le Nord-Vietnam, nommée Operation Flaming Dart (en). La cible de l'escadron a été dissimulée par le gros temps et la mission a été interrompue. Le 11 février, l'escadron a participé à Flaming Dart II, des frappes de représailles contre la caserne militaire de Chanh Hoa près de Dong Hoi, au nord du Vietnam. En mars 1965, l'escadron a participé aux frappes de l'Opération Rolling Thunder contre des cibles au Nord-Vietnam.
En octobre 1966, dans le cadre du Carrier Air Wing Nine (CVW-9), l'escadron a rejoint l'USS Enterprise (CVN-65) pour un déploiement de combat. L'escadron a été affecté au Carrier Air Wing Five (CVW-5) en 1966 et a effectué un déploiement de combat à bord de l'USS Hancock (CV-19) et trois sur l'USS Bon Homme Richard (CV-31).

### Années 1970 - 1980

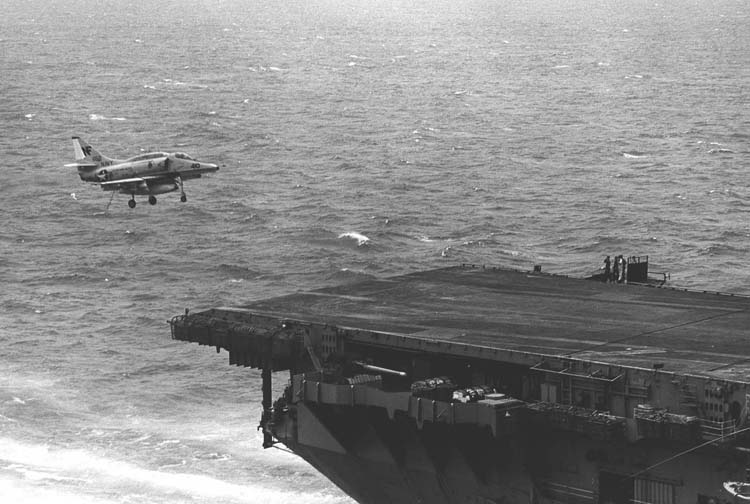
A-4E Skyhawk du VA-94 atterrissant sur l'USS Bon Homme Richard en 1970

En février 1971, l'escadron est passé au LTV A-7 Corsair II et a été affecté au Carrier Air Wing Fifteen (CVW-15) sur l'USS Coral Sea (CV-43) pour quatre déploiements pour la fin de la guerre du Vietnam, puis dans l'Océan Pacifique (1971 à 1977).
Le VA-94 a participé à l'Opération Linebacker, et à l' Operation Pocket Money (en) en 1972. En 1975, les avions de l'escadron ont assuré la couverture aérienne de l'Opération Frequent Wind, l'évacuation des citoyens américains de Saigon qui a mis fin à l'engagement militaire des États-Unis au Vietnam. Le 15 mai 1975, des avions de l'escadron, ainsi que d'autres éléments du CVW-15, ont lancé des frappes aériennes contre le Cambodge après la capture du SS Mayaguez par des canonnières khmères rouges.
De 1979 à 1980, l'escadron s'est déployé deux fois à bord de l'USS Kitty Hawk (CV-63) dans le Pacifique occidental et l'océan Indien, puis en mer d'Arabie pendant la Crise des otages américains en Iran.
de 1982 à 1990, Le VA-94 avec le Carrier Air Wing  Eleven (CVW-11), effectue cinq déploiements à bord de l'USS Enterprise (CVN-65). En 1986, le VA-94 est entré dans l'histoire en tant que membre du premier porte-avions nucléaire à transiter par le canal de Suez, puis a navigué en Méditerranée pendant trois mois, soutenant les opérations contre la Libye.
En 1988, l'escadron a effectué un soutien aérien pour l'Opération Earnest Will, escortant des pétroliers koweïtiens renommés dans le golfe Persique et des frappes les forces navales iraniennes dans le cadre de l'Opération Praying Mantis, la première grande bataille navale américaine depuis la Seconde Guerre mondiale. Les avions de l'escadron ont frappé directement la frégate iranienne Sahand. En 1989, l'escadron a participé à l'Operation Classic Resolve (en), apportant un soutien au gouvernement philippin lors d'une tentative de coup d'État.

### Années 1990
En juin 1990, l'escadron a reçu son premier F/A-18C Hornet et a été renommé Strike Fighter Squadron 94 (VFA-94) le 1er janvier 1991.
Durant cette décennie, le VFA-94 et le CVW-11 effectue d'abord cinq déploiements à bord de l'USS Abraham Lincoln (CVN-72) de 1991 à 1995. En 1991, il est dans le golfe Persique à l'appui des sanctions des Nations-Unies à la suite de la guerre en Irak. Puis il participe à l'Operation Fiery Vigil (en), évacuant des milliers de sans-abri des Philippines après l'éruption du mont Pinatubo. En 1993, il est à l'appui de l'Opération Southern Watch au-dessus de l'Irak, puis en Somalie afin d'assurer la protection des forces américaines et d'autres forces des Nations unies contribuant à l'effort de secours humanitaire. Enfin, il participe à l'Operation Vigilant Sentinel (en) en 1995.
L'escadron s'est ensuite déployé à bord de l'USS Kitty Hawk (CV-63) en 1996 dans le golfe Persique à l'appui de l'Opération Southern Watch. Puis il est à bord de l'USS Carl Vinson (CVN-70) pour deux déploiements, dont un à l'appui de l'Opération Desert Fox.

### Années 2000 - 2010
À la suite des attentats du 11 septembre 2001, l'escadron a mené les premières missions de l'Opération Enduring Freedom en octobre 2001 à bord de l'USS Carl Vinson avec le CVW-11.
Puis il effectue deux autres déploiements à bord de l'USS Nimitz (CVN-68) avec le CVW-11 à l'appui de l'Opération Iraqi Freedom en 2003 et en 2005, dans le golfe Persique.

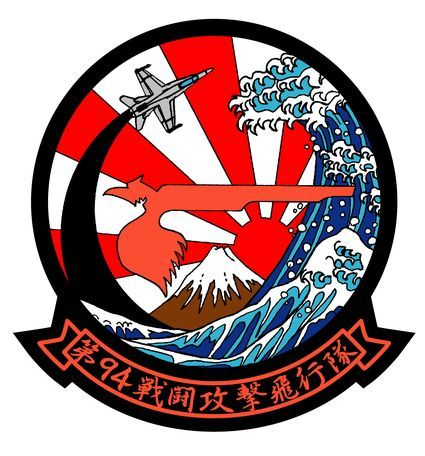
Insigne de VFA-94 durant son passage au MCAS Iwakuni

En octobre 2006, l'escadron a terminé avec succès le Strike Fighter Advanced Readiness Program, en préparation de sa transition vers un rôle expéditionnaire. En janvier 2007, le VFA-94 a rejoint son escadron frère le VFA-97 en tant que l'un des deux seuls escadrons F/A-18 à se déployer à l'étranger. Le VFA-94 rejoint le Marine Corps Air Station Iwakuni, au Japon. Il a participé à l'exercice Foal Eagle, le tout premier déploiement expéditionnaire de la marine américaine en Corée et à l'exercice Cobra Gold en Thaïlande.
De 2008 à 2012, il effectue son deuxième déploiement au Japon à l'appui de la guerre mondiale contre le terrorisme et des opérations du Pacifique puis de nombreux exercices au départ du MCAS Iwakuni. En janvier 2012, l'escadron est retourné au NAS Lemoore. En 2014, il est affecté au Carrier Air Wing Seventeen  (CVW-17) et déployé sur l'USS Carl Vinson pour participer à l'Exercise Valiant Shield (en). L'escadron a effectué sa transition du F/A-18C Hornet au F/A-18F Super Hornet de septembre 2015 à mars 2016.